# Кременчуцький завод залізобетонних шпал
Кременчуцький завод залізобетонних шпал — спеціалізується на виготовленні залізобетонних шпал, мостових шпал

## Історія
Завод здано в експлуатацію у серпні 1962 р. Виробнича потужність першої черги заводу (арматурно-формувальний цех № 1) становила 50 тис. м куб. залізобетонних шпал. Устаткування першої черги було поставлено з Угорщини і цех працював по угорській технології.
У січні 1967 р. була введена в експлуатацію друга черга заводу потужністю 90 тис. м куб. залізобетонних шпал (у теперішній час арматурно-формувальний цех № 2). Проект другої черги заводу розроблений Харківським інститутом «Дніпрозаводтранс», а устаткування по робочим кресленням виготовлено в Угорщині.
У зв'язку зі зростанням застосування залізобетонних шпал у промисловості та на транспорті, на заводі проводилися роботи по нарощуванню потужностей.
Так, починаючи з 1975 р., почали проводити реконструкцію, в результаті якої була введена в експлуатацію технологічна лінія в п'ятому прольоті арматурно-формувального цеху № 2, а також замінено угорське устаткування по виробництву залізобетонних шпал застарілого типу на вітчизняне більшої потужності в арматурно-формувальному цеху № 1.
Колектив заводу вдосконалив технологію виготовлення залізобетонних шпал, освоїв випуск нових видів продукції, а також модернізував діюче устаткування.
Нині завод спеціалізується по випуску:
- залізобетонних шпал для залізниць типу Ш 1-1 ГОСТ 10629-88;
- залізобетонних шпал з меншою кількістю струн Ш 1-1-40, ТУ У 011164472.021-97;
- залізобетонних брусів стрілочних переводів марок 1/9, 1/11, 1/6, 1/9 для стрілочних переводів подвійних перехрестних;
- мостових шпал типу ШМ-1;
- залізобетонних полушпалків для підкранових колій козлових та консольно-козлових кранів.

Випуск залізобетонних шпал проводиться в арматурно-формувальному цеху № 2 на п'яти технологічних лініях, а залізобетонних брусів стрілочних переводів, мостових залізобетонних шпал та шпал для підкранової колії — в арматурно-формувальному цеху № 1 на двох технологічних лініях.
Шпали залізобетонні попередньо напружені для залізничної колії 1520 мм типа Ш 1-1 виготовляються згідно з вимогами ГОСТ 10629-88.
Розміри шпали:
- довжина — 2700 мм;
- висота в підрейковому перетині — 193 мм;
- профіль шпали по довжині та висоті — змінний;
- об'єм однієї шпали — 0,108 куб. м;
- вага — 270 кг.

Бруси залізобетонні попередньо напружені для стрілочних переводів та мостові залізобетонні шпали виготовляються згідно з вимогами такої нормативної документації:
- бруси марок 1/9 та 1/11 згідно з ТУ В.2.6-00034045-001-95;
- бруси 1/9 для стрілочного переводу подвійного перехрестного — ТУ У 88311.018-98;
- мостові залізобетонні шпали — ТУ У 88311.026-98.

Постачання залізобетонних брусів та мостових шпал проводиться комплектами.
Завод також виготовляє залізобетонні напівшпалки для підкранових колій козлових кранів, які користуються великим попитом промислових підприємств.
Для виготовлення залізобетонних шпал та брусів стрілочних переводів використовується важкий бетон класу по міцності на тиснення В-40, марка бетону по морозостійкості F-200. Як арматура використовується стальний дріт періодичного профілю класу Вр діаметром 3 мм.
Постачання шпал та брусів проводиться на всі залізниці України, а шпали Ш 1-1 поставляються також у Росію.
За період з 1962 по 2000 рр. завод виготовив:
- залізобетонних шпал — 48 745 707 шт.;
- залізобетонних переводів — 10 594 комплектів.

## Адреса
«Кременчуцький завод залізобетонних шпал»
Україна, м. Кременчук, вул. Мічуріна, 90